# Liste der Baudenkmale in Lalendorf
In der Liste der Baudenkmale in Lalendorf sind alle denkmalgeschützten Bauten der Gemeinde Lalendorf (Mecklenburg-Vorpommern) und ihrer Ortsteile aufgelistet (Stand 10. Februar 2021).

## Legende
In den Spalten befinden sich folgende Informationen:
- ID-Nr: Die Nummer wird von den Denkmalämtern der Landkreise vergeben. Wenn sie nicht bekannt ist, bleibt die Spalte leer. In dieser Spalte kann sich zusätzlich das Wort Wikidata befinden, der entsprechende Link führt zu Angaben zu diesem Denkmal bei Wikidata.
- Lage: die Adresse des Denkmales und die geographischen Koordinaten.
Link zu einem Kartenansichtstool, um Koordinaten zu setzen. In der Kartenansicht sind Denkmale ohne Koordinaten mit einem roten bzw. orangen Marker dargestellt und können in der Karte gesetzt werden. Denkmale ohne Bild sind mit einem blauen bzw. roten Marker gekennzeichnet, Denkmale mit Bild mit einem grünen bzw. orangen Marker.
- Bezeichnung: Bezeichnung, so wie sie in den offiziellen Listen der Denkmalämter steht. Ein Link hinter der Bezeichnung führt zum Wikipedia-Artikel über das Denkmal. Wenn die Bezeichnung der Denkmalämter inhaltlich fehlerhaft ist, ist in der Spalte „Beschreibung“ darauf hinzuweisen.
- Beschreibung: Beschreibung des Denkmales
- Bild: ein Bild des Denkmales und gegebenenfalls einen Link zu weiteren Fotos des Denkmals im Medienarchiv Wikimedia Commons

## Baudenkmale nach Ortsteilen

### Lalendorf
| ID   | Lage                             | Bezeichnung                                           | Beschreibung | Bild                                                  |
| ---- | -------------------------------- | ----------------------------------------------------- | --- | ----------------------------------------------------- |
| 2095 | Am Bahnhof (Karte)               | Bahnhofsempfangsgebäude                               | | Weitere Bilder                                        |
| 2096 | Am Bahnhof 1/2/3/4/5/6/7 (Karte) | Wohnhaus mit angebautem Lagerraum                     | | Wohnhaus mit angebautem Lagerraum                     |
| 2097 | Am Berge 5/6                     | Wohnhaus                                              | |                                                       |
| 2098 | Am Bahnhof 19/20 (Karte)         | Wohnhaus mit Stall                                    | |                                                       |
| 2099 | Am Bahnhof 21/22 (Karte)         | Verwaltungsgebäude                                    | |                                                       |
| 2101 | B 104                            | Gefallenendenkmal auf einem Hügel                     | |                                                       |
| 2104 | Kastanienstraße 23/24 (Karte)    | Gutshaus und Park mit Eiskeller                       | 1-gesch., 11-achs. sanierter Putzbau von 1900 mit Mansarddach, Sockelgeschoss und 2-gesch. Mittelrisalit, nach 1945 Flüchtlingswohnungen, 1950–1976 Schule, dann Wohnungen, nach 1992 Kinderheim; Gut der Familien von Wedemeyer (ab 1829), Paetow (seit 1846), 1930 aufgesiedelt. |                                                       |
| 2105 | Kastanienstraße 28 (Karte)       | Speicher                                              | Speicher: 4-gesch. Backsteinbau mit Satteldach | Speicher                                              |
| 2106 | Schulstraße (Karte)              | Denkmal für die Widerstandskämpfer und Sowjetsoldaten | | Denkmal für die Widerstandskämpfer und Sowjetsoldaten |
| 2107 | Schulstraße (Karte)              | Panzer, Denkmal der Befreiung                         | | Weitere Bilder                                        |
| 2109 | Speicherstraße (Karte)           | Wasserturm                                            | | Wasserturm                                            |

### Bansow
| ID   | Lage                          | Bezeichnung   | Beschreibung | Bild           |
| ---- | ----------------------------- | ------------- | ------------ | -------------- |
| 1207 | Am Graben 3 (Karte)           | Siedlungshaus |              |                |
| 1208 | Zum Schlossturm 1 (Karte)     | Siedlungshaus |              |                |
| 1209 | Zum Schlossturm 2/3 (Karte)   | Siedlungshaus |              |                |
| 1210 | Zum Schlossturm 4/5 (Karte)   | Siedlungshaus |              |                |
| 1211 | Zum Schlossturm 6/6a (Karte)  | Siedlungshaus |              |                |
| 1212 | Zum Schlossturm 23-27 (Karte) | Gutshaus      |              | Weitere Bilder |

### Carlsdorf
| ID   | Lage                    | Bezeichnung                                                                                  | Beschreibung | Bild |
| ---- | ----------------------- | -------------------------------------------------------------------------------------------- | ------------ | ---- |
| 1247 | Carlsdorf 2/3 (Karte)   | Landarbeiterhaus                                                                             |              |      |
| 1248 | Carlsdorf 12/13 (Karte) | Wohnhaus und Stellmacherei                                                                   |              |      |
| 1249 | Carlsdorf 8 (Karte)     | Landarbeiterhaus                                                                             |              |      |
| 1250 | Carlsdorf 6/10 (Karte)  | Gutsanlage mit Gutshaus, Pferdestall, Park mit Eiskeller, Turm, Schweinestall und Torpfeiler |              |      |

### Dersentin
| ID   | Lage                 | Bezeichnung    | Beschreibung | Bild     |
| ---- | -------------------- | -------------- | ------------ | -------- |
| 1252 | Feldstraße 5 (Karte) | Aufsiedlerhaus |              |          |
| 1253 | Dorfstraße 1 (Karte) | Gutshaus       |              | Gutshaus |

### Gremmelin
| ID   | Lage                    | Bezeichnung           | Beschreibung | Bild                  |
| ---- | ----------------------- | --------------------- | ------------ | --------------------- |
| 1295 | Am Hofsee 7 (Karte)     | Wohnhaus              |              |                       |
| 1296 | Am Hofsee 9 (Karte)     | Schnitterkaserne      |              |                       |
| 1297 | Am Hofsee 13/15 (Karte) | Landarbeiterhaus      |              |                       |
| 1298 | Am Hofsee 33 (Karte)    | Gutshaus mit Restpark |              | Gutshaus mit Restpark |

### Klaber
| ID   | Lage                     | Bezeichnung                                                    | Beschreibung | Bild                                                           |
| ---- | ------------------------ | -------------------------------------------------------------- | --- | -------------------------------------------------------------- |
| 1927 | auf dem Friedhof (Karte) | Grabstätte der Familie von Lowtzow auf dem Friedhof            | |                                                                |
| 1928 | Nr. 24/26 (Karte)        | Gutsanlage mit Gutshaus, Wirtschaftsgebäude und Park. Speicher | älteres Gutshaus: 2-gesch., 9-achs. Fachwerkbau (Anf. des 18. Jh.) mit Krüppelwalmdach, Wirtschaftsgebäude: 1-gesch. Backsteinbau (19. Jh.); Gutsbesitz: u. a. Familien von Müggesfeld, ab 1517 von Maltza(h)n, ab 1648 Verschiedene, ab 1797 bis 1945 von Lowtzow | Gutsanlage mit Gutshaus, Wirtschaftsgebäude und Park. Speicher |
| 1930 | (Karte)                  | Kirche                                                         | Gotische 2-jochige Backsteinkirche vom 14. Jh. mit Kreuzrippengewölbe; erhebliche neogotische Um- und Anbauten von 1872/76 (Turm, Chor mit 2 Joche), Triumphbogen zwischen Langhaus und Chor;                                                                      | Weitere Bilder                                                 |
| 1931 | Nr. 25 (Karte)           | Pfarrhaus mit Stallscheune                                     | | Pfarrhaus mit Stallscheune                                     |
| 1932 | Nr. 19 (Karte)           | Wohnhaus (Pfarrwitwenhaus)                                     | gegenüber von Friedhof |                                                                |

### Krevtsee
| ID   | Lage            | Bezeichnung                          | Beschreibung | Bild |
| ---- | --------------- | ------------------------------------ | ------------ | ---- |
| 2020 | Nr. 2/3 (Karte) | Hof Dühning mit Wohnhaus und Scheune |              |      |

### Langhagen
| ID   | Lage                          | Bezeichnung                                          | Beschreibung | Bild           |
| ---- | ----------------------------- | ---------------------------------------------------- | --- | -------------- |
| 2111 | Heckenweg 2/3/4 (Karte)       | Gutsanlage mit Gutshaus, Park und Wirtschaftsgebäude | Speicher: 2-gesch., 9-achs., sanierter und überformter Ziegelbau von 1807 mit Krüppelwalm; Gut u. a. der Familie von Wedemeyer. |                |
| 2112 | Teterower Chaussee            | Kriegerdenkmal 1914/1918                             | |                |
| 2113 | Teterower Chaussee 42 (Karte) | Kirche                                               | | Weitere Bilder |

### Lübsee
| ID   | Lage                       | Bezeichnung | Beschreibung | Bild           |
| ---- | -------------------------- | ----------- | --- | -------------- |
| 2135 | Bansower Straße 19 (Karte) | Kirche      | | Weitere Bilder |
| 2136 | Waldstraße 7/8 (Karte)     | Gutshaus    | 2-gesch., 11-achs. sanierter Backsteinbau mit Krüppelwalm; Gut u. a. der Familien von Lützow (1807), zu Schaumburg-Lippe (1826), von Meibom (1842), Staudinger (1843), Albert Prinz von Sachsen-Altenburg (1900) und Walter Graf von Schaesberg-Thannheim (1935). |                |

### Mamerow
| ID   | Lage                      | Bezeichnung             | Beschreibung                                                               | Bild                    |
| ---- | ------------------------- | ----------------------- | -------------------------------------------------------------------------- | ----------------------- |
| 2149 | Am Weinberg 2 (Karte)     | Bauernhaus              |                                                                            |                         |
| 2321 | Am Weinberg 7 (Karte)     | Bauernhaus              |                                                                            |                         |
| 2305 | Mühlenstraße 6 (Karte)    | Wohnhaus und Stall      |                                                                            |                         |
| 2150 | Mühlenstraße 13 (Karte)   | Bauernhaus              |                                                                            |                         |
| 2151 | Hofstraße 7 (Karte)       | Gutshaus                | 1-gesch. unsanierter Fachwerkbau mit Mansarddach und 2-gesch. Zwerchgiebel |                         |
| 2152 | Rothspalker Weg 1 (Karte) | Windmühle, Erdholländer |                                                                            | Windmühle, Erdholländer |

### Neu Zierhagen
| ID   | Lage          | Bezeichnung                | Beschreibung | Bild                       |
| ---- | ------------- | -------------------------- | ------------ | -------------------------- |
| 2167 | Nr. 2 (Karte) | niederdeutsches Hallenhaus |              | niederdeutsches Hallenhaus |
| 2168 | Nr. 3 (Karte) | niederdeutsches Hallenhaus |              | niederdeutsches Hallenhaus |

### Niegleve
| ID   | Lage                                 | Bezeichnung            | Beschreibung | Bild |
| ---- | ------------------------------------ | ---------------------- | ------------ | ---- |
| 2169 | Dorfplatz 4                          | Stall                  |              |      |
| 2170 | am nordwestlichen Ufer des Warinsees | Gedenkstein Schlieffen |              |      |

### Raden
| ID   | Lage                                                      | Bezeichnung                                                 | Beschreibung | Bild |
| ---- | --------------------------------------------------------- | ----------------------------------------------------------- | ------------ | ---- |
|      | Radener Hofstraße 2–5/6/7 (Karte)                         | Gutsanlage mit Gutshaus, Stall, Marstall und Remise         |              |      |
| 2194 | Hauptstraße 2–3, 6–8, 14, 16–18, 20–29, 38–46, 48 (Karte) | bäuerliche Siedlung der Dreißiger-Jahre mit 29 Siedlerhöfen |              |      |
| 2195 | Hauptstraße 49 (Karte)                                    | Elektrizitätswerk                                           |              |      |
| 2196 | Hauptstraße 12 (Karte)                                    | Kirche                                                      |              |      |

### Reinshagen
| ID   | Lage                             | Bezeichnung                                             | Beschreibung                                                                          | Bild           |
| ---- | -------------------------------- | ------------------------------------------------------- | ------------------------------------------------------------------------------------- | -------------- |
| 2206 | Kirchstraße 1/3/5 (Karte)        | Bauernhof mit Bauernhaus, ehem. Scheune und ehem. Stall |                                                                                       |                |
| 2207 | Kastanienweg 2/2a (Karte)        | Forsthaus mit Wirtschaftsgebäude                        |                                                                                       |                |
| 2208 | Kirchstraße 6/8/8a/8b/8c (Karte) | Forstarbeiterkaten                                      |                                                                                       |                |
| 2209 | Kirchstraße 19 (Karte)           | Kirche                                                  | Stattliche frühgotische Hallenkirche der Backsteingotik mit eingezogenem Chor um 1270 | Weitere Bilder |
| 2210 | Kirchstraße 15/17 (Karte)        | Pfarrhaus                                               | Fachwerkbau mit Ziegelausfachung, saniert                                             | Pfarrhaus      |
| 2211 | Kirchstraße 14/23 (Karte)        | Wassermühle und Scheune                                 |                                                                                       |                |
| 2212 | Kirchstraße 21 (Karte)           | Wohnhaus, ehem. Ausspannung                             |                                                                                       |                |
| 2213 | Kirchstraße 19                   | Kriegerdenkmal 1914/1918                                |                                                                                       |                |

### Roggow
| ID   | Lage                 | Bezeichnung                                 | Beschreibung                                | Bild                                        |
| ---- | -------------------- | ------------------------------------------- | ------------------------------------------- | ------------------------------------------- |
| 2214 | Poggeplatz 2 (Karte) | Gutshaus                                    |                                             |                                             |
| 2215 |                      | Gedenkstein für Carl Pogge vor dem Gutshaus | Gedenkstein für Carl Pogge vor dem Gutshaus | Gedenkstein für Carl Pogge vor dem Gutshaus |

### Rothspalk
| ID   | Lage                    | Bezeichnung | Beschreibung | Bild           |
| ---- | ----------------------- | --- | ------------ | -------------- |
| 2217 | Rothspalk 26 (Karte)    | Wohnhaus |              |                |
| 2218 | Rothspalk 12 (Karte)    | Wohnhaus |              |                |
| 2221 | Rothspalk 21/22 (Karte) | Landarbeiterhaus |              |                |
| 2222 | Rothspalk 4/5/8 (Karte) | Gutsanlage mit saniertem Herrenhaus, Park, altem Wohnhaus, Marstall, Pferdestall, Scheune, Wirtschaftshof mit Gärtnerei, Apfellager | [ 1 ]        | Weitere Bilder |
| 2223 | (Karte)                 | Kapelle am Teich |              | Weitere Bilder |

### Schlieffenberg
| ID   | Lage                     | Bezeichnung                                                                                       | Beschreibung | Bild           |
| ---- | ------------------------ | ------------------------------------------------------------------------------------------------- | ------------ | -------------- |
| 2236 | Ortsende Richtung Roggow | zwei Gedenksteine Pogge 1854 und 1831                                                             |              |                |
| 2237 | Am Park 3 (Karte)        | ehem. Verwalterhaus                                                                               |              |                |
| 2238 | (Karte)                  | Friedhof mit Grabstellen der Grafen Schlieffen südlich und östlich der Kirche auf der Hügelspitze |              |                |
| 2239 | (Karte)                  | Kirche Schlieffenberg                                                                             |              | Weitere Bilder |
| 2240 |                          | Park mit Pavillon/Teehaus                                                                         |              |                |

### Vietgest
| ID   | Lage                          | Bezeichnung                                                                                     | Beschreibung | Bild                                                                                            |
| ---- | ----------------------------- | ----------------------------------------------------------------------------------------------- | --- | ----------------------------------------------------------------------------------------------- |
| 2277 | Schloßstraße 1–4 (Karte)      | Gutsanlage mit Gutshaus, Marstall/Rinderstall, Barockgarten und Park mit ehem. Orangeriegebäude | Barocker sanierter, 2-gesch., 11-achs. Putzbau von 1794 mit Mittelrisalit und hohen Mansarddach sowie ein 1-gesch. Seitenflügel und ein 2-gesch. Nebengebäude | Gutsanlage mit Gutshaus, Marstall/Rinderstall, Barockgarten und Park mit ehem. Orangeriegebäude |
| 2278 |                               | Meilenstein an der B 104, zwischen Lalendorf und Vietgest                                       | |                                                                                                 |
| 2279 | Güstrower Chaussee 53 (Karte) | Schmiede                                                                                        | | Schmiede                                                                                        |

### Vogelsang
| ID   | Lage                                | Bezeichnung                                                                                        | Beschreibung                                                                            | Bild           |
| ---- | ----------------------------------- | -------------------------------------------------------------------------------------------------- | --------------------------------------------------------------------------------------- | -------------- |
| 2280 | Lindenstraße 9/10/11/15 (Karte)     | Gutsanlage mit Herrenhaus Vogelsang, Park, Inspektorenhaus, Marstall, Schweinestall, Stellmacherei | 2-gesch., 9-achs, Klinkerbau von um 1884 mit Mittelrisalit und umlaufenden Zinnenkranz. | Weitere Bilder |
| 2281 | vor Straße der Jugend 30–32 (Karte) | Gedenkstein Willi Schröder                                                                         |                                                                                         |                |

### Wattmannshagen
| ID   | Lage                       | Bezeichnung                             | Beschreibung | Bild           |
| ---- | -------------------------- | --------------------------------------- | ------------ | -------------- |
| 2287 | Hauptstraße 9              | Gutshaus                                |              |                |
| 2288 | Rachower Straße (Karte)    | Kirche                                  |              | Weitere Bilder |
| 2289 | Rachower Straße 49 (Karte) | Pfarrhof mit Pfarrhaus und Pfarrscheune |              |                |

## Ehemalige Denkmale

### Gremmelin
| ID   | Lage               | Bezeichnung | Beschreibung | Bild |
| ---- | ------------------ | ----------- | ------------ | ---- |
| 1299 | Lindenstraße 23/25 | Schmiede    |              |      |

### Lalendorf
| ID | Lage                        | Bezeichnung                | Beschreibung | Bild |
| -- | --------------------------- | -------------------------- | ------------ | ---- |
|    | Am Bahnhof                  | Allee                      |              |      |
|    | Kastanienstraße 7/8/9/10/11 | Landarbeiterhaus mit Stall |              |      |
|    | Kastanienstraße 22          | Stellmacherei              |              |      |
|    | Speicherstraße 1            | Wohnhaus                   |              |      |

### Rothspalk
| ID | Lage             | Bezeichnung      | Beschreibung | Bild |
| -- | ---------------- | ---------------- | ------------ | ---- |
|    | Dorfstraße 17    | Landarbeiterhaus |              |      |
|    | Dorfstraße 19/20 | Landarbeiterhaus |              |      |

### Vogelsang
| ID | Lage              | Bezeichnung         | Beschreibung | Bild |
| -- | ----------------- | ------------------- | ------------ | ---- |
|    | Straße der Jugend | ehem. Gewerbeschule |              |      |

## Quelle
Denkmalliste des Landkreises Rostock A ‐ Z (Stand: 10. Februar 2021; PDF, 497 KB)